# Pacific Gas and Electric Company
La Pacific Gas and Electric Company (PG&E) è una società privata di pubblica utilità (investor-owned utility, IOU) con azioni quotate in borsa con sede nel Pacific Gas & Electric Building a San Francisco. La PG&E fornisce gas naturale ed elettricità alla maggior parte dei due terzi settentrionali della California, da Bakersfield al confine con l'Oregon, che rappresenta 5,2 milioni di famiglie. La PG&E è supervisionata dalla California Public Utilities Commission. È la principale filiale della holding PG&E Corporation, che aveva una capitalizzazione di mercato di 3,242 miliardi di dollari al 16 gennaio 2019. Fu fondata da George H. Roe dopo la corsa all'oro della California e nel 1984 era la "più grande azienda di servizi elettrici degli Stati Uniti". La PG&E è una delle tre utilità di proprietà di investitori regolamentate in California; le altre due sono Southern California Edison e San Diego Gas & Electric di Sempra Energy.
Nel 2019, la società ha ricevuto un'ampia attenzione da parte dei media quando funzionari californiani hanno attribuito alla società la responsabilità di almeno 17 devastanti incendi in California avvenuti nel 2017 con numerosi morti, causando all'azienda una perdita in tribunale federale e una dichiarazione formale di responsabilità da parte della stessa. Il 14 gennaio 2019, PG&E ha annunciato che stava dichiarando bancarotta ai sensi del famoso Chapter 11 in risposta alle sfide finanziarie associate ai catastrofici incendi di cui era responsabile nella California settentrionale che si sono verificati nel 2017 e nel 2018. La società sperava di uscire dal fallimento entro il 30 giugno 2020, ed ha avuto successo sabato 20 giugno 2020, quando il giudice fallimentare degli Stati Uniti Dennis Montali ha dato l'approvazione finale del piano per l'uscita dal fallimento di PG&E.